# George Sutherland

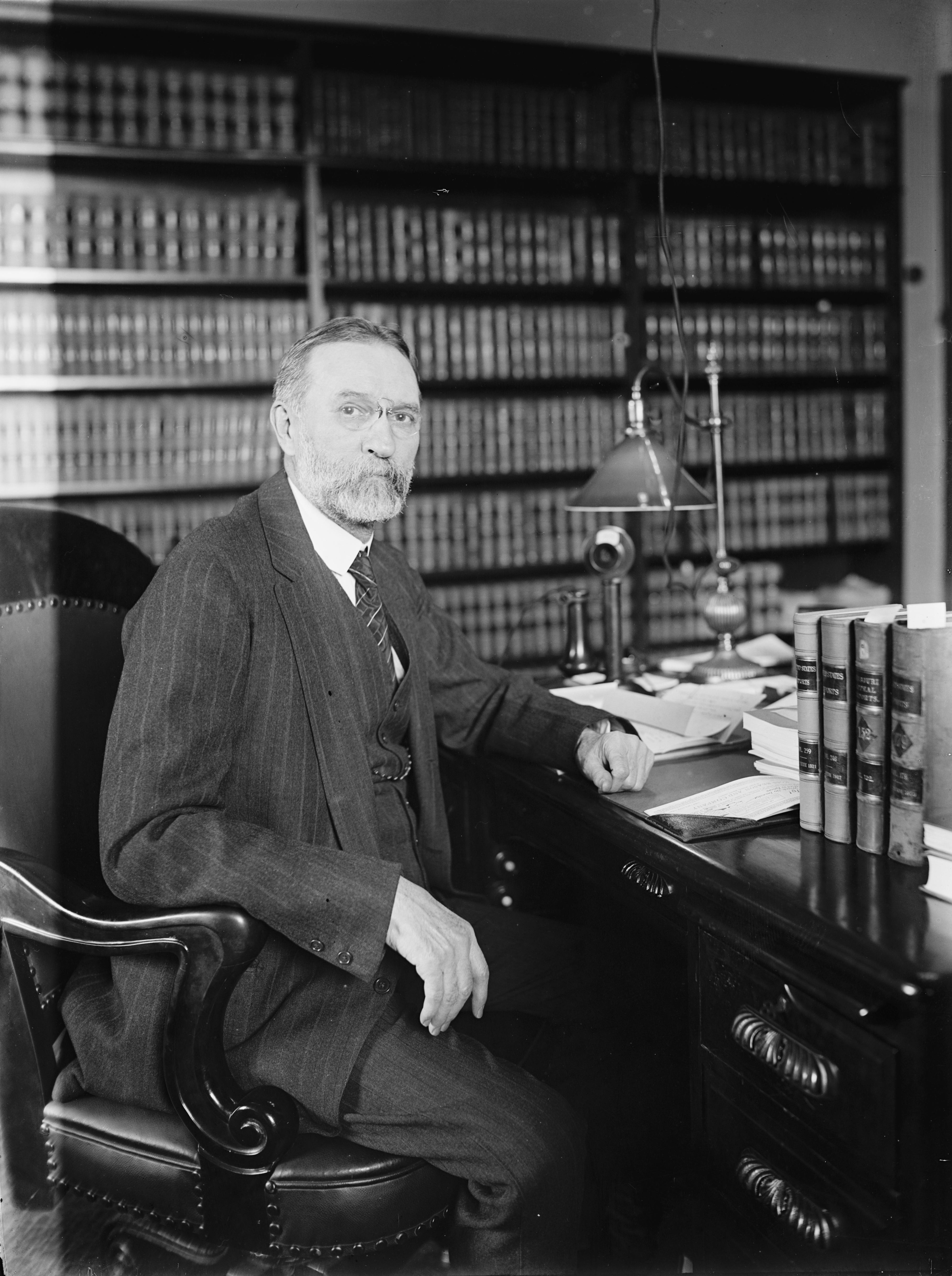
George Sutherland

George Sutherland (* 25. März 1862 in Buckinghamshire, England; † 18. Juli 1942 in Stockbridge, Massachusetts) war ein US-amerikanischer Politiker (Republikanische Partei) und Richter am Obersten Gerichtshof der Vereinigten Staaten.
George Sutherland war noch ein Säugling, als seine Eltern mit ihm 1863 England verließen und in die Vereinigten Staaten auswanderten. Dort wollten sie sich der Religionsgemeinschaft der Mormonen anschließen. Die Familie ließ sich in Springville im heutigen Bundesstaat Utah nieder, der zu diesem Zeitpunkt noch ein Territorium war.
1881 machte Sutherland seinen Abschluss an der Brigham Young Academy, später studierte er erfolgreich Jura an der Law School der University of Michigan, wurde 1883 in die Anwaltskammer von Utah aufgenommen und begann in Provo zu praktizieren. Vor Gericht machte er sich als Vertreter der Interessen von Eisenbahngesellschaften einen Namen. Von 1916 bis 1917 stand er dem Juristenverband American Bar Association vor.
Für ein politisches Amt kandidierte Sutherland erstmals 1890, doch er verlor bei der Wahl zum Bürgermeister von Provo. Ebenfalls erfolglos blieb zwei Jahre darauf sein Versuch, Delegierter des Utah-Territoriums im US-Repräsentantenhaus zu werden. Sein erstes Mandat erhielt er 1897 als Staatssenator von Utah, was er bis 1901 blieb, als er dann doch ins Repräsentantenhaus in Washington einzog. Er gehörte dem Kongress während dessen 57. Sitzungsperiode bis 1903 an und trat nicht erneut an. Im folgenden Jahr wurde er erstmals in den US-Senat gewählt; nach erfolgreicher erster Wiederwahl musste er 1916 eine Niederlage hinnehmen und schied im folgenden Jahr aus dem Kongress aus.

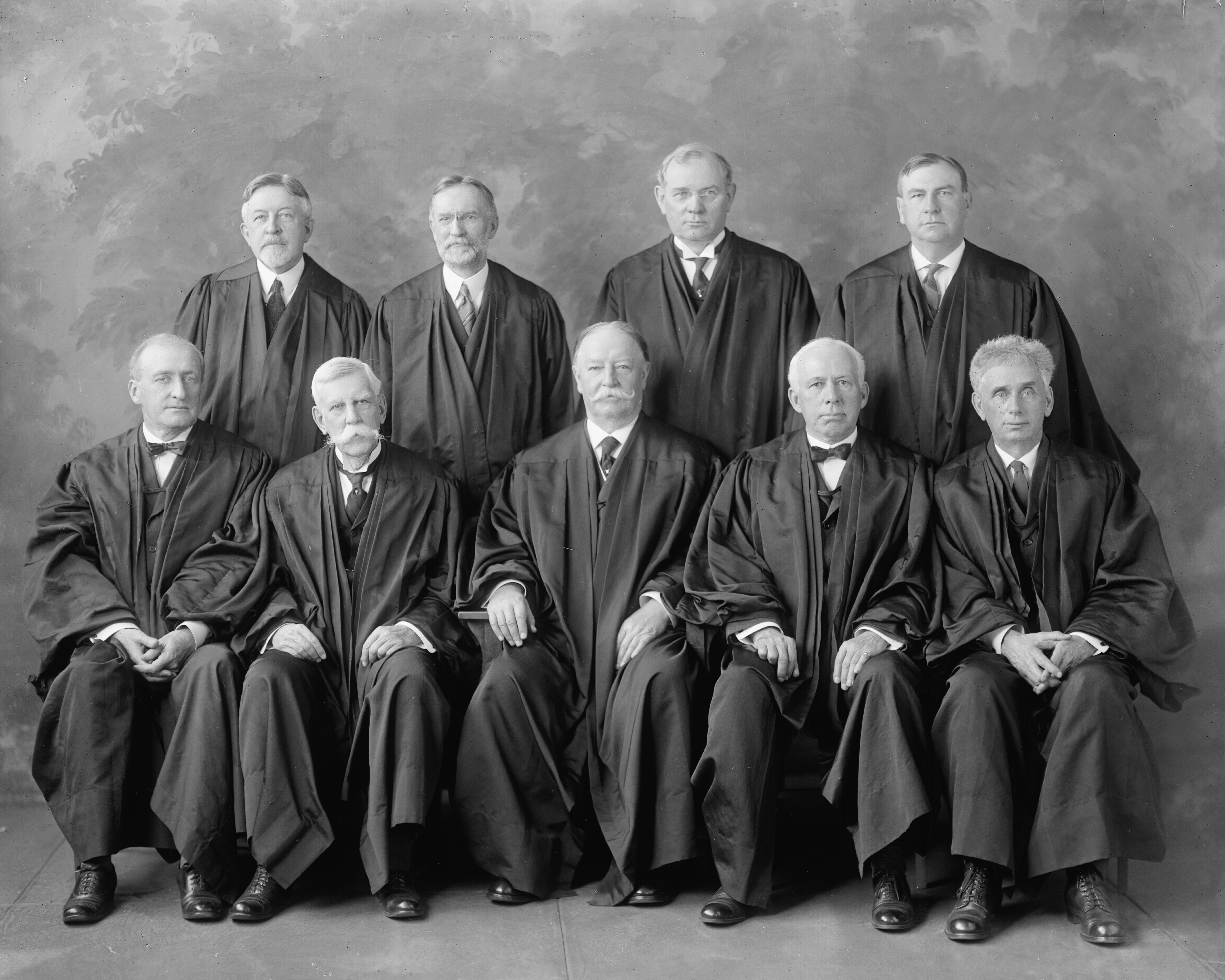
George Sutherland (stehend, Zweiter von links) als Mitglied des Obersten Gerichtshofs im Jahr 1925.

1922 schließlich wurde George Sutherland als Nachfolger von John Hessin Clarke Richter am Supreme Court der USA. Er war einer von vier Richtern, die während der Präsidentschaft von Warren G. Harding in ihr Amt berufen wurden, und wurde für seine konservativen Ansichten bekannt. So wurde er während der ersten Amtsjahre von US-Präsident Franklin D. Roosevelt als einer der Four Horsemen (Vier Reiter) bezeichnet, zu denen außerdem James C. McReynolds, Pierce Butler und Willis Van Devanter zählten. Diese Richter verhinderten zahlreiche Maßnahmen von Roosevelts New-Deal-Politik.
Gegen McReynolds und Butler stellte sich Sutherland aber bei einer der wichtigsten Entscheidungen des Gerichtshofes während seiner Amtszeit. Im Fall Powell gegen Alabama fällte die von ihm angeführte Mehrheit der Richter 1932 die Entscheidung, dass im Fall eines Kapitalverbrechens dem Angeklagten das Recht zusteht, angemessenen rechtlichen Beistand zu erhalten. Vorausgegangen war ein Verfahren wegen Vergewaltigung zweier weißer Frauen gegen neun afroamerikanische Jugendliche in Alabama, von denen acht zum Tode verurteilt worden waren.
Am 17. Januar 1938 trat George Sutherland als Mitglied des Obersten Gerichtshofes zurück. Er verstarb vier Jahre darauf.